# مدينة من دون سيارة

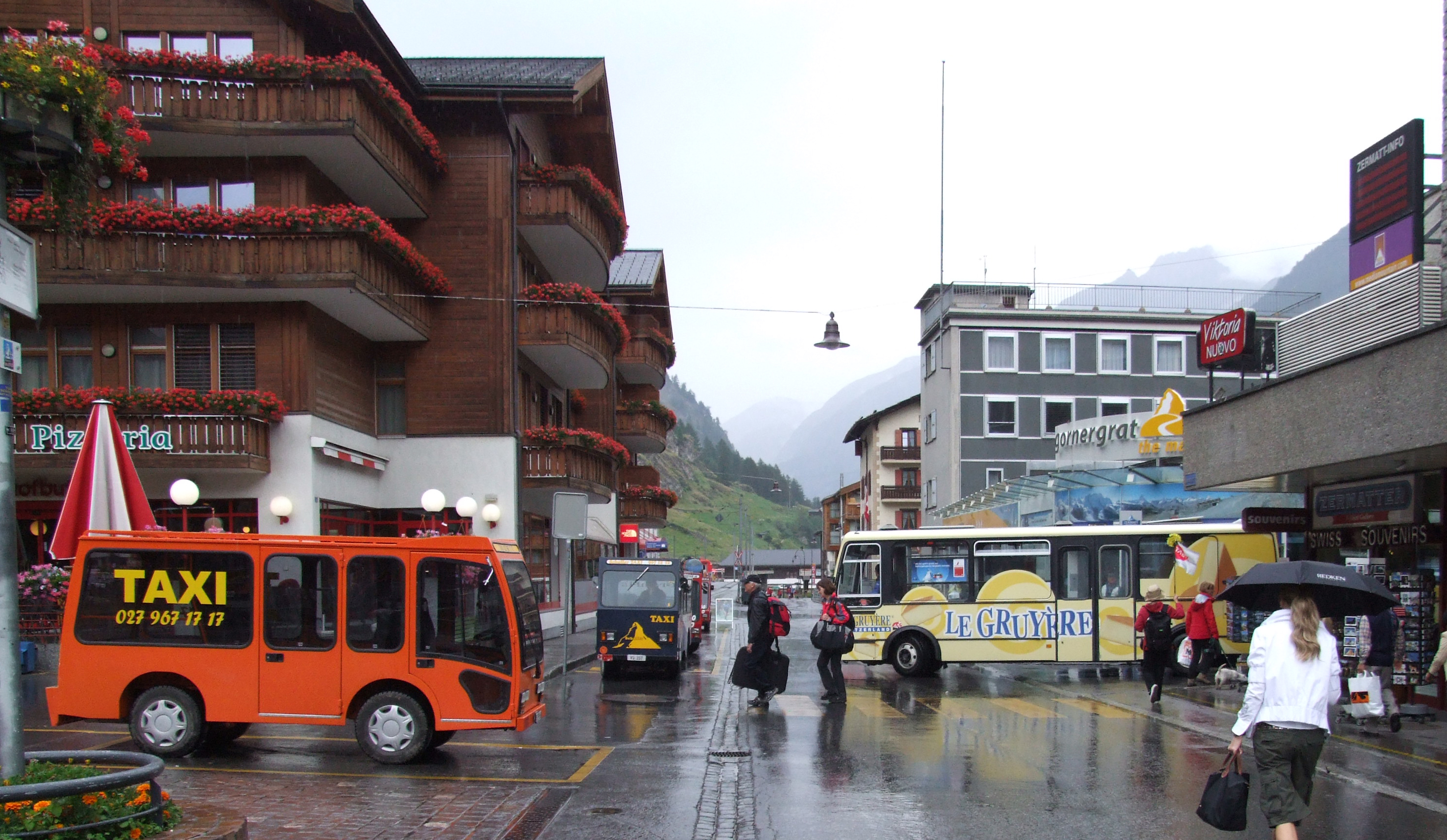
تاكسي كهربائي وباص كهربائي في زيرمات

مدينة بدون سيارة أو مدينة من دون سيارة أو مدينة خالية من السيارات هي منطقة حضرية خالية من المركبات الآلية، ومركز سكاني يعتمد في المقام الأول على وسائل النقل العام، والمشي، أو ركوب الدراجات الهوائية للتنقل داخل المناطق الحضرية. المدينة بدون سيارة تحسن كثيرا التبعية النفطية، وتلوث الهواء، سلامة المشاة، انبعاثات الغازات الدفيئة، وتحطم السيارات، والتلوث الضوضائي، وازدحام حركة المرور. تعتمد بعض المدن منطقة أو أكثر يحظر فيها استعمال المركبات الآلية، ويشار إليها بمناطق خالية من السيارات. هناك العديد من المدن القديمة في أوروبا وآسيا وأفريقيا التي أنشأت قرونا قبل ظهور السيارات، لا تزال تحافظ على مناطق الخالية من السيارات في أقدم أجزاء المدينة - وخاصة في المناطق التي من المستحيل للسيارات أن تمر بها، على سبيل المثال في الأزقة الضيقة.

## الخصائص
يمكن أن تكون المدينة خالية من السيارات كليًا أو جزئيًا. تحظر المدن الخالية تمامًا من السيارات أي استخدام للسيارات الخاصة في حدود المدينة، في حين تحتوي المدن الخالية جزئيًا من السيارات مناطق خالية من السيارات ولكنها تسمح باستخدام بعض السيارات الخاصة في مناطق أخرى. تتركز هذه المناطق حول مركز المدينة. صُممت مشاريع المدن الخالية من السيارات لتلبي احتياجات الناس بعيدًا عن السيارات، مع تقسيم المناطق بعناية بطريقة تزيد من تنقل المشاة والتوضع الهيكلي الفعال.
حققت العديد من المدن حول العالم- على الرغم من عدم وجود مخطط محدد لتصميم مدن دون سيارات- نجاحًا مع المتغيرات انطلاقًا من النموذج التالي.
تتكون المدينة الخالية من السيارات بشكل مثالي من منطقتين: مركز سكني ومحيط قائم على الخدمات. يتكون المركز من مساكن ودور إقامة ضمن مساحة عامة في المركز. يعدّ المشي بحد ذاته وسيلة النقل الأساسية في هذه المنطقة، بالإضافة لفتح مسارات الدراجات، من أجل تقليل حركة مرور السيارات، وبالتالي تقليل التضارب بين حركة المرور والمساكن. تظهر أيضًا شبكة للمشاة والدراجات بشكل تدريجي في أجزاء المدينة المختلفة.
يتكون المحيط حول المركز السكني، من الخدمات والمرافق مثل المتاجر الكبرى والصالات الرياضية. تُحدد المسافات بين هذه المرافق والمركز من خلال تواتر الاستفادة، مع استخدام أكبر بالقرب من وسط المدينة. تُطبق اللامركزية في هذه المرافق ضمن جميع أنحاء المدينة، بهدف تقليل مسافات المشي، وتحسين الوصول السكني، وتقليل الحاجة إلى بنية تحتية جديدة للطرق. تُنشأ محطة مواصلات عامة مركزية محاطة بكثافة بالمحالّ التجارية والخدمات التي توفر سهولة الوصول العام دون المشي، كتشكيلة بديلة تعمل باللامركزية.
توجد مناطق النقل ومواقف السيارات التي تستخدمها مساكن المدينة الخالية من السيارات في خارج المدينة. توفر مواقف السيارات خارج ساحة المدينة الوصول إلى محيط المدينة، ولكن تمنع الوصول إلى مركز المدينة. تُنشأ مواقف للسيارات في ضواحي المدينة في كثير من الأحيان، للسماح للناس بركن سياراتهم هناك، و/أو أخذ وسيلة نقل بديلة إلى المدينة «اركن واركب». تسمح هذه الشبكات بمكونات لوجستية مثل الاستيراد/التصدير المركزي وجمع النفايات.

## العملية
تتطلب الجهود الحالية لتحويل المدن المزدحمة إلى مدن خالية من السيارات بعض التدابير اللوجستية والمجتمعية مثل اجتماعات التشاور مع جميع أصحاب المصلحة، والبلديات، واستخدام النمذجة الحاسوبية، وقياس حركة المرور قبل إغلاق الطرق وبعده، وفرض القيود بمجرد وضع الخطة موضع التنفيذ. حددت العديد من المدن التي تشهد عملية التحول في الاتحاد الأوروبي إرشاداتها من التشاور قبل التنفيذ والتصميم وحتى ما بعد التنفيذ.
تُنشأ شبكة للمشاة والدراجات تدريجيًا، وتظهر في عدة أجزاء من المدينة، بعد إغلاق الشوارع والساحات أمام حركة مرور السيارات الشخصية. ظهرت بالمثل شبكات مشاة تحت مستوى الشارع (مدينة تحت الأرض) أو فوق مستوى الشارع انطلاقًا من نفس الحاجة المتمثلة بتجنب التضارب بين حركة مرور السيارات وتعزيز حركة المشاة، وذلك لربط المناطق الكبيرة في وسط المدينة كما هو الحال في نظام سكاي واي مينيابوليس.

## أمثلة
مدينة البندقية هي مثالا لمدينة حديثة لا تستعمل السيارات. هذا التصميم غير مقصود إذ تأسست المدينة منذ أكثر من 1،500 سنة مضت، فترة طويلة قبل اختراع السيارات. يركن الزوار والمقيمين سياراتهم في مواقف السيارات خارج المدينة ومن ثم يمضوا قدما إما سيرا على الأقدام أو بالقطار إلى المدينة. السير على الأقدام هو الأسلوب السائد للنقل في المدينة، ولكن معظم السكان يتنقلون بواسطة عبارةالباص المائي أو الفابوريتو التي تسافر عبر القنوات المائية في المدينة.
مثال آخر هو جزيرة ماكيناك، حيث منعت السيارات بتاتا والنقل الرئيسي فيها هو الخيول، والدراجات، والقوارب.